# Coralliidae
Coralliidae is een familie van zachte koralen uit de orde van Alcyonacea.

## Geslachten
- Corallium Cuvier, 1798
- Hemicorallium Gray, 1867
- Paracorallium Bayer & Cairns, 2003